# Recamier
Sofa pentru repaus în timpul zilei. Originea numelui acestei canapele ar veni de la Madame Jeanne (Julliette) Récamier care ținea un salon deschis la Paris și primea invitații alungită pe o astfel de canapea.
Devenită o mobilă clasică în vânzare până în zilele noastre.